# Od
 For alternative betydninger, se Od (flertydig). (Se også artikler, som begynder med Od)
Od (norrønt: Óðr non og sommetider Óð non, "Guddommelig galskab, panisk, rasende, heftig/voldsom, ivrig", som et substantiv "sind, følelse" samt "sang, poesi"; Orchard (1997) præsenterer "den vanvittige" ) er en figur, der i nordisk mytologi forbindes med gudinden Freja. I de islandske tekster Yngre Edda og Heimskringla, der blev skrevet af Snorre Sturlason i 13. århundrede, omtales Od som Frejas husbond og fader til hendes to døtre, Hnoss og Gersimi. Der findes næsten ingen oplysninger om ham i kilderne, og der er mange teorier om hans identitet; en meget udbredt hypotese gør ham til et aspekt af guden Odin. Det bygger dels på lingvistiske ligheder mellem deres navne, dels på spor i andre mytologiske tekster, der tyder på seksuelle relationer mellem Freja og Odin.

## Etymologi
Det danske navn for denne gudeskikkelse kommer oprindeligt af det norrøne teonym Óðr.[kilde mangler] Denne er afledt af et identisk substantiv, der betyder 'sind, vid, sjæl, sans' men også 'sang, poesi', der selv stammer fra urgermansk *wōðaz, en substantivsversion af et tillægsord, der betyder 'besat, inspireret, delirisk, rasende'. Det er kognat med andre substantiver fra germanske middelaldersprog, såsom angelsaksisk wōð ('lyd, støj; stemme, sang'), oldhøjtysk wuot ('spænding, voldsom ophidselse') og middelhollandsk woet ('raseri, vanvid'). Óðr er også etymologisk i familie med det norrøne teonym Óðinn, som i sig selv er afledt af stammen *wōđa- føjet til suffikset *-naz ('herre af').
Fiologen Jan de Vries har argumenteret for, at de nordiske guder Odin (Óðinn) og Od (Óðr) nok oprindeligt var forbundet (som i dubletten Ull-Ullinn), med Óðr (*wōđaz, Od) som den ældste form og den oprindelige kilde til navnet Óðinn (*wōđa-naz, Odin). Han foreslog ydermere, at vredens eller raseriets gud Óðr–Óðinn stod i opposition til guden for prægtige storhed Ull-Ullinn på samme måde som den vediske kontrast mellem Varuna og Mitra.
Tillægesordet *wōđaz stemmer oprindeligt fra en prægermansk form *uoh₂-tós, som er har en relation til det urkeltiske udtryk *wātis, som betyder 'seer, sandsigerske, spåmand/kvinde' (jfr. gallisk wāteis, oldirsk fáith 'profet') og *wātus, der betyder 'profeti, spådom, poetisk inspiration' (jfr. oldirsk fáth 'profetisk visdom, maksimer', oldwalisisk guaut 'profetisk vers, panegyrik/lovtale/lovprisning'). Ifølge visse akademikere, er det latinske udtryk vātēs ('profet, seer') nok et låneord fra keltisk fra det galiske sprog, hvilket vil sige, at *uoh₂-tós ~ *ueh₂-tus ('gudsinspireret') et fælles religiøst udtryk, der er almindeligt for germansk og keltisk snarere end et nedarvet ord af tidligere urindoeuropæisk oprindelse. I tilfældet af, at et lånescenarie bliver udelukket, kan en urindoeuropæisk etymon *(H)ueh₂-tis ('profet, seer') også anføres som den fælles forfader til de attesterede germanske, keltiske og latinske former.

## Vidnesbyrd

### Den Ældre Edda
Od bliver nævnt i strofe 25 i digtet Völuspá, hvor det bruges som en kenning, idet Frejas beskrives som Ods pige (Óðs mey gefna).
Digtet Hyndluljóð omtaler i strofe 47 en person ved navn Œdi i forbindelse med at Hyndla håner Freja, hun fortæller at Freja var løbet til Œdi, "altid fuld af begær". Œdis identitet er usikker, da der ellers intet fortælles om Œdi i digtet. Det er blevet foreslået, at det var Ods navn i en anden form, eller navnet på en af gudindens elskere fra en nu ukendt myte.

### Yngre Edda
I Gylfaginning beskrives Od i kapitel 35 som Frejas husbond, og at de sammen havde datteren Hnoss. Hun var så smuk, at hendes navn blev brugt om særligt værdifulde og smukke skatte. Samme sted fortælles det at Od er borte på en lang rejse, og at Freja er ladt tilbage. I hans fravær græder hun tårer af rødt guld, og når hun søger efter ham i fremmede lande, rejser hun under forskellige navne.

### Heimskringla
I Ynglinge saga, der er en del af Heimskringla, fortæller Snorre Sturlason at Freja engang havde haft en ægtemand, og at de havde to døtre kaldet Hnoss og Gersemi. De var begge umådeligt smukke, og deres navne kom derfor til at betyde kostbarhed (på norrønt betyder deres navne netop ædelsten).
I nogle af skjaldedigtene i Skáldskaparmál bliver Od og Frejas datter nævnt flere steder. Nogle steder omtales hun dog som Frejas niece. I andre omtales også den anden datter, Gersemi.

## Teorier

### Odin
Det er af flere forskere blevet foreslået, at Óðr på en eller anden måde er forbundet med Odin (norrønt: Óðinn), han var den øverste af aserne og gudernes konge i mytologien. Disse teorier bygger i reglen på lingvistiske ligheder, begge navne har samme rod og betyder rasende/ekstatisk. Derudover er der andre ligheder mellem dem, fx at de beskrives som værende på lange rejser. Andre guder optræder også under forskellige men beslægtede navne, bl.a. Ullr og Ullin, som ofte opfattes som varianter af den samme guddom. Snorre er dog meget bevidst om at adskille de to.
Andre steder er der også antydninger af et forhold mellem Odin og Freja, og det kan være levn fra en ældre tradition, hvor Freja og Frigg, Odins hustru, var en og samme guddom; på et tidspunkt skulle denne gudinde være udspaltet i to. Hilda Ellis Davidson har foreslået, at Od omvendt var en sen opfindelse fra den sene vikingetid, da den nordiske religion var ved at dø ud. På det tidspunkt blev vanekulten blandet så meget sammen med asekulten, at Odins mystiske dobbeltgænger Od opstod. Tegnene på en forbindelse mellem de to guder er dog så diffuse, at intet kan afgøres med sikkerhed.

### Hermóðr
Od indgår ikke kun som led i Odins navn, men også i Hermods. Han var en af Odins sønner, og svenskeren Viktor Rydberg mente derfor, at han var identisk med Od, ligesom han mente, at Ottar fra Hyndlulíoð og Svipdag var varianter af den samme gud.

### Gesta Danorum
Viktor Rydberg spekulerede videre i at figurene Syritha og Otharus i Saxos Gesta Danorum havde flere ligheder med parret Freja og Od. Han foreslog derfor at Syritha var en latiniseret form af Sýr, ét af de navne Freja brugte, når hun søgte efter Od. I Saxos fortælling er Syritha en underskøn kvinde, som en jætte forsøgte at gifte sig med, hun må tage ud på en lang rejse for at finde Otharus, der dræbte jætten og dermed reddede hende.

## Freja som modergudinde
Myten fortæller, at Freja græd af sorg, fordi hun havde mistet sin elskede. Hun omtales derfor i flere sammenhænge som den grådkvalte gudinde, og at hendes tårer var af guld; Frejas tårer var derfor en kenning for guld. Frugtbarhedsgudinder, der græder over deres tab af en elsket mand, er et tilbagevendende tema i de fleste mytologier. Frejas søgen efter Od skal derfor sandsynligvis forstås som en symbolsk afspejling af årstidernes skiften og vegetationens død og genopstandelse hvert år. Frejas tårer kan derfor være et ekko fra en gammel modergudinde, der græder over tabet af sin mand, frugtbarhedsguden.